# Tercan (district)
Tercan is een Turks district in de provincie Erzincan en telde op 31 december 2019 zo'n 16.875 inwoners. Het district heeft een oppervlakte van 1545,5 km². De hoofdplaats is het stadje Tercan. De provinciale hoofdstad Erzincan ligt op 88 km afstand.

## Geschiedenis
Het district Tercan werd gescheiden van de provincie Erzurum door wet nr. 3383 in 1938 en werd toegewezen als een onafhankelijk district aan de provincie Erzincan. Het is het op twee na grootste gebied in de provincie en heeft de tweede grootste bevolking van alle negen districten in de provincie. Het district heeft de derde hoogste bevolkingsdichtheid met elf inwoners per vierkante kilometer.

## Bevolking
Op 31 december 2019 telde het district zo'n 16.875 inwoners. Een groot deel van de bevolking bestaat uit Zaza, die het alevitisme aanhangen. De bevolkingsontwikkeling van het district is weergegeven in onderstaande tabel.
| Bevolking van de stad Tercan      | 2.448  | 6.068  | 6.806  | 11.207 | 6.646  | 11.023 |
| Bevolking van het district Tercan | 36.901 | 39.042 | 38.276 | 33.643 | 20.072 | 16.875 |

Het district Tercan is het meest oostelijke van de provincie Erzincan en grenst aan de districten Otlukbeli in het noorden, Çayırlı en Üzümlü in het westen en de provincies Erzurum in het oosten, Bingöl en Tunceli in het zuiden.
Het district telt, naast het stadje Tercan, bovendien nog eens 70 dorpen (Köy). De gemiddelde bevolking is 96 inwoners per dorp, wat hoger is dan in de rest van de provincie Erzincan. Başbudak is met 438 inwoners het grootste dorp.